# John Tresch
John Tresch (né en 1972) est un historien des sciences et des techniques américain.

## Formation et carrière
John Tresch suit d'abord une formation en anthropologie , avec un Bachelor of Arts obtenu à l'université de Chicago suivi d'un DEA à l'ENS/EHESS, puis il se forme à l’histoire et la philosophie des sciences, avec un doctorat à l'université de Cambridge, il est désormais Mellon Professor in Art History, History of Science and Folk Practice à l'Institut Warburg de Londres.

## Travaux
Par sa double formation à l’anthropologie et à l’histoire et la philosophie des sciences, il apporte une perspective comparative à l’histoire des sciences occidentales, qu’il étudie comme des savoirs, des cosmologies, des pratiques concrètes, et des formes de vie.

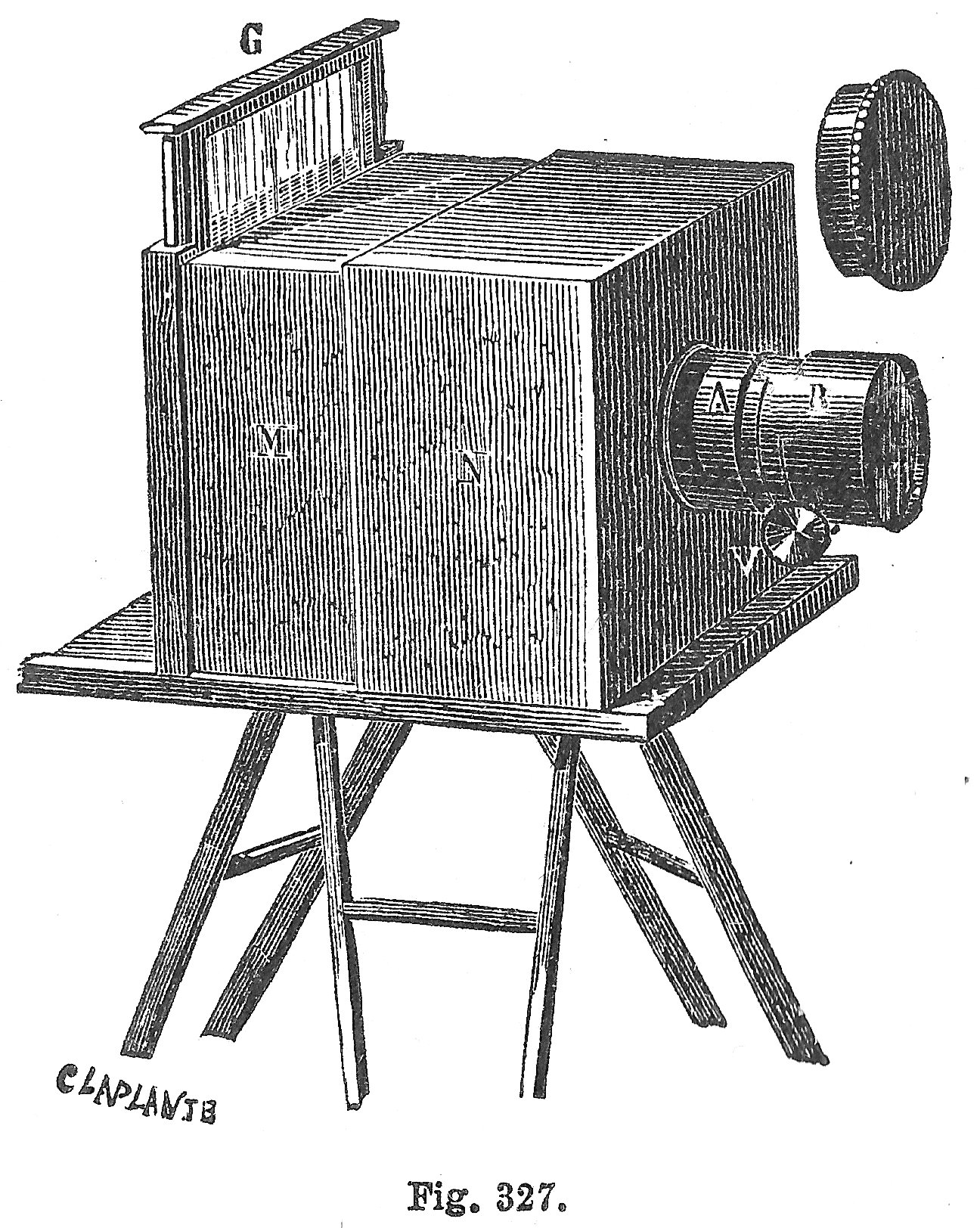
Caméra à daguerréotypes.

Dans The Romantic Machine: Utopian Science and Technology after Napoleon (2012), « il examine les réponses artistiques, philosophiques, et politiques aux nouvelles machines et sciences (électromagnétisme, thermodynamique, transformisme, et autres) en France entre 1820 et 1850, un moment marqué à la fois par le romantisme, le positivisme, et le socialisme naissant ». Comme l'annonce le titre, « chaque chapitre part d’un instrument ou d’une machine : des dispositifs expérimentaux électromagnétiques, des instruments de géophysique, les daguerréotypes, des machines à vapeur ou à composer (le pianotype de Leroux), un calendrier, celui de Comte ». Il s'attache ainsi à démonter les simplifications historiques sur l’opposition romantisme/mécanisme, avec quelques clichés sur « quelques dualismes convenus (matière/esprit, raison/émotion, qualité/nombre, organisme/machine), dualismes auxquels il ajoute quelques autres attachés aux sciences et techniques postrévolutionnaires : leur rôle dans l’établissement d’un ordre bourgeois discipliné (Foucault), dans le processus de désenchantement du monde (Weber) ou dans la perte de l’aura par la mécanisation de la production (Benjamin) ».
Dans Cosmos, il propose une étude comparative des représentations concrètes du cosmos, ou « cosmogrammes » déployés par les sciences modernes, qu’il examine comme des moyens de proposer, communiquer, négocier, et imposer des ordres sociaux et des ordres de la nature. Il participe également aux journées d’étude organisées au musée du quai Branly (« Cosmos Connections », 26-27 octobre 2011).

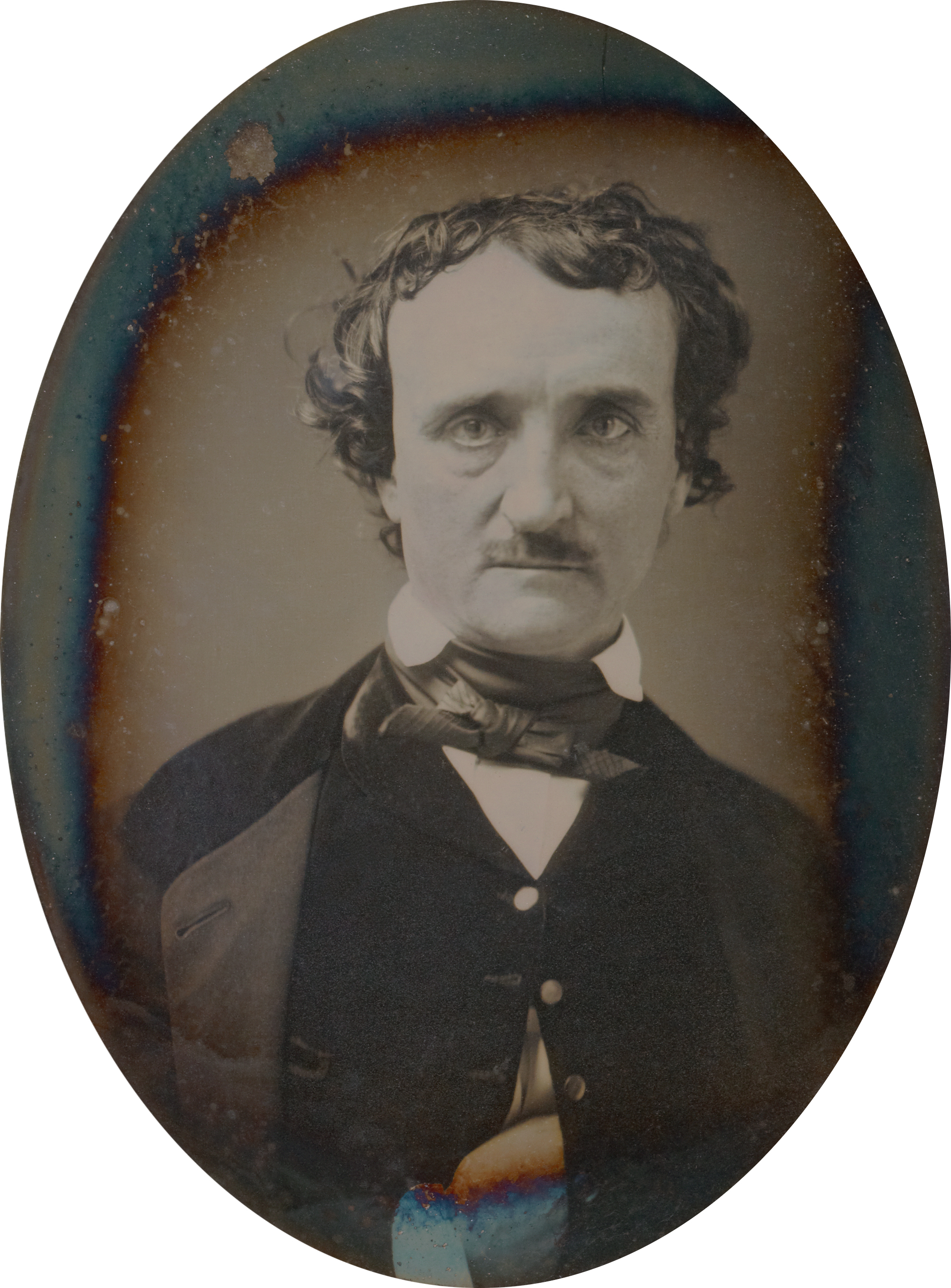
Edgar Allan Poe.

Il s'intéresse également à Edgar Poe, poète, écrivain, et journaliste doté d’une formation d’ingénieur : il étudie les rapports entre la presse, les publics, et l’institution de l’autorité scientifique de la première moitié du XIXe siècle aux États-Unis, à partir des écrits sur les sciences d’Edgar Poe. Il considère notamment que, si Baudelaire a assuré la notoriété de Poe en France par sa belle traduction et contribué à une réévaluation de son œuvre par les historiens de la littérature américaine, il l'a trahi en faisant de cet auteur éclectique un chantre du romantisme.

## Prix et distinctions
Il reçoit en 2013 le prix Pfizer décerné l’History of Science Society pour son livre The Romantic Machine: Utopian Science and Technology after Napoleon,,,.

## Publications
- The Romantic Machine: Utopian Science and Technology after Napoleon (University of Chicago Press, 2012), 472 p.  (ISBN 978-0-226-81220-5).
- (éd) avec Pasquale Gagliardi et Simon Schaffer : Aesthetics of Universal Knowledge,  271 pages, Palgrave Macmillan, 2017[11].
- Cosmos
  - 2005 « Cosmogram », in Ohanian et Royoux (éd.) 2005 : 67-76.
  - 2007 « Technological world-pictures. Cosmic things and cosmograms », Isis 98 : 84-99.
- (en) John Tresch, « Heredity is an open system : Gregory Bateson as descendant and ancestor », Anthropology Today, vol. 14, no 6,‎ décembre 1998, p. 3-6 (DOI 10.2307/2783231, lire en ligne)
- War of the worlds : what about peace? de Bruno Latour. Traduit du français par Charlotte Bigg, édité par John Tresch (2002, Prickly Paradigm Press) lire en ligne.